# Ramon Berenguer II av Barcelona
Ramon Berenguer II av Barcelona, död 1082, var regerande greve av Barcelona mellan 1076 och 1082.
Han beskrivs som vacker, barmhärtig, generös och from, och uppges ha mördats av sin tvilling.